# Ensemble Modern
Ensemble Modern — камерний ансамбль, що виконує музику сучасних композиторів. Сформований в 1980 році, базується у Франкфурті, Німеччина.
Ансамбль веде гастрольну діяльність і випустив багато записів творів таких композиторів композиторів як Чарльз Айвз, Олів'є Мессіан, Курт Вайль, Едгар Варез, Карлгайнц Штокгаузен Конлон Нанкарроу, Стів Райх,  Джордж Бенджамін, Фрідріх Гольдман, Френк Заппа (в тому числі The Yellow Shark), Арнольд Шенберг, П'єр Булез та багато інших. У 2003 році колектив здобув премію «ЕХО».